# Rei-do-bosque
O rei-do-bosque (Pheucticus aureoventris) é uma espécie de ave passeriforme da família Cardinalidae. É encontrado na Argentina, Brasil, Bolívia, Colômbia, Equador, Paraguai, Peru e Venezuela. São frequentemente mantidos como pássaros de gaiola.

## Taxonomia e sistemática
Poasui cinco subespécies reconhecidas:
- P. a. meridensis (Riley, 1905)
- P. a. uropygialis (Sclater, PL & Salvin, 1871)
- P. a. crissalis (Sclater, PL & Salvin, 1877)
- P. a. terminalis (Chapman, 1919)
- P. a. aureoventris (d'Orbigny & Lafresnaye, 1837)

Existe algumas evidências de que o rei-do-bosque pode ser parafilético com o bicudo-dourado (Pheucticus chrysogaster). Suas distribuições se sobrepõem no Peru.

## Descrição

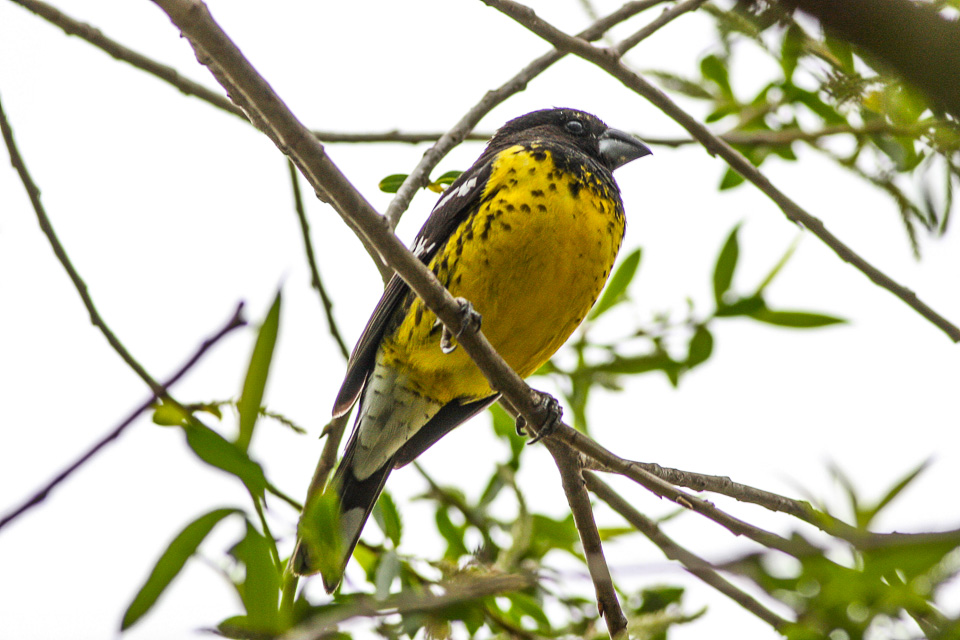
Indivíduo macho registrado entre Cachi para Salta, Salta, Argentina.

Mede aproximadamente 22 cm de comprimento e pesa 43,8 a 66,2 g. Todas as subespécies, exceto P. a. crissalis são muito semelhantes. As partes superiores dos machos são pretas com uma ombreira amarela; as asas, quando fechadas, apresentam manchas brancas. O queixo, a garganta e a parte superior do peito também são pretos. A parte inferior do peito e a barriga são de um amarelo brilhante com uma quantidade variável de manchas pretas nas laterais e flancos. A fêmea é semelhante, porém mais amarronzada e com manchas amarelas na parte superior e manchas escuras na parte inferior. P. a. crissalis difere principalmente por ter o queixo, a garganta e a parte superior do peito amarelos, enquanto nas outras subespécies essas áreas são pretas.

## Distribuição e habitat
O rei-do-bosque é uma ave nativa dos Andes orientais. Todas subespécies, com exceção da nominal, são consideradas sedentárias e não realizam migrações.
- P. a. meridensis, estado de Mérida, no noroeste da Venezuela.
- P. a. uropygialis, os Andes orientais da Colômbia.
- P. a. crissalis, Departamento de Nariño da Colômbia, ao sul do Equador central.
- P. a. terminalis, departamentos peruanos do Amazonas e Cuzco.
- P. a. aureoventris, se reproduz na província de Puno, no Peru, oeste e sul da Bolívia e noroeste da Argentina. No inverno austral, expande-se para o centro-oeste do Brasil e norte do Paraguai.

Habita bosques secos a muito secos (arbustivos a abertos) e é frequentemente encontrado em jardins. Na Venezuela, geralmente varia em elevação de 1.450 a 2.000 m e ocasionalmente até 3.700 m. Na Colômbia é encontrado entre 1.7000 e 3.000 m e no Peru principalmente de 1.200 3.200 m. No extremo sul de sua distribuição, pode ser encontrado em altitudes tão baixas quanto 600 m.

## Comportamento

### Alimentação
A dieta do rei-do-bosque é composta de bagas, sementes, flores e insetos. Geralmente forrageia sozinho ou em pares, mas vários indivíduos podem se reunir em uma árvore frutífera. Se alimenta principalmente na copa das árvores, mas pode ser visto em qualquer nível da floresta. Não se junta a bandos mistos.

### Reprodução
Poucas informações sobre a fenologia reprodutiva dessa espécie foram publicadas. Evidências ou provas de reprodução, como adultos com gônadas aumentadas, ninhos com ovos e um filhote emplumado, foram observados entre novembro e janeiro. Os ninhos são uma taça aberta feita de talos de videira e forrada com fibras finas colocadas até 3 m de altura em um arbusto. A gralha-de-crista-negra (Cyanocorax chrysops) é um frequente predador dos ninhos.

### Vocalização
A vocalização do rei-do-bosque é uma rica e melodiosa série de notas assobiadas. Seu chamado é um 'keck' agudo.

## Estado
A IUCN avaliou o rei-do-bosque como sendo de pouca preocupação. Varia de incomum a comum em todo o seu alcance, mas é capturado para o comércio de pássaros em gaiolas.